# Elsie Inglis
Eliza Maud "Elsie" Inglis (16 août 1864 – 26 novembre 1917) est une médecin, chirurgiene, enseignante, suffragette écossaise et fondatrice des Scottish Women's Hospitals. Elle est la première femme à détenir l'Ordre serbe de l'Aigle blanc.

## Jeunesse et éducation

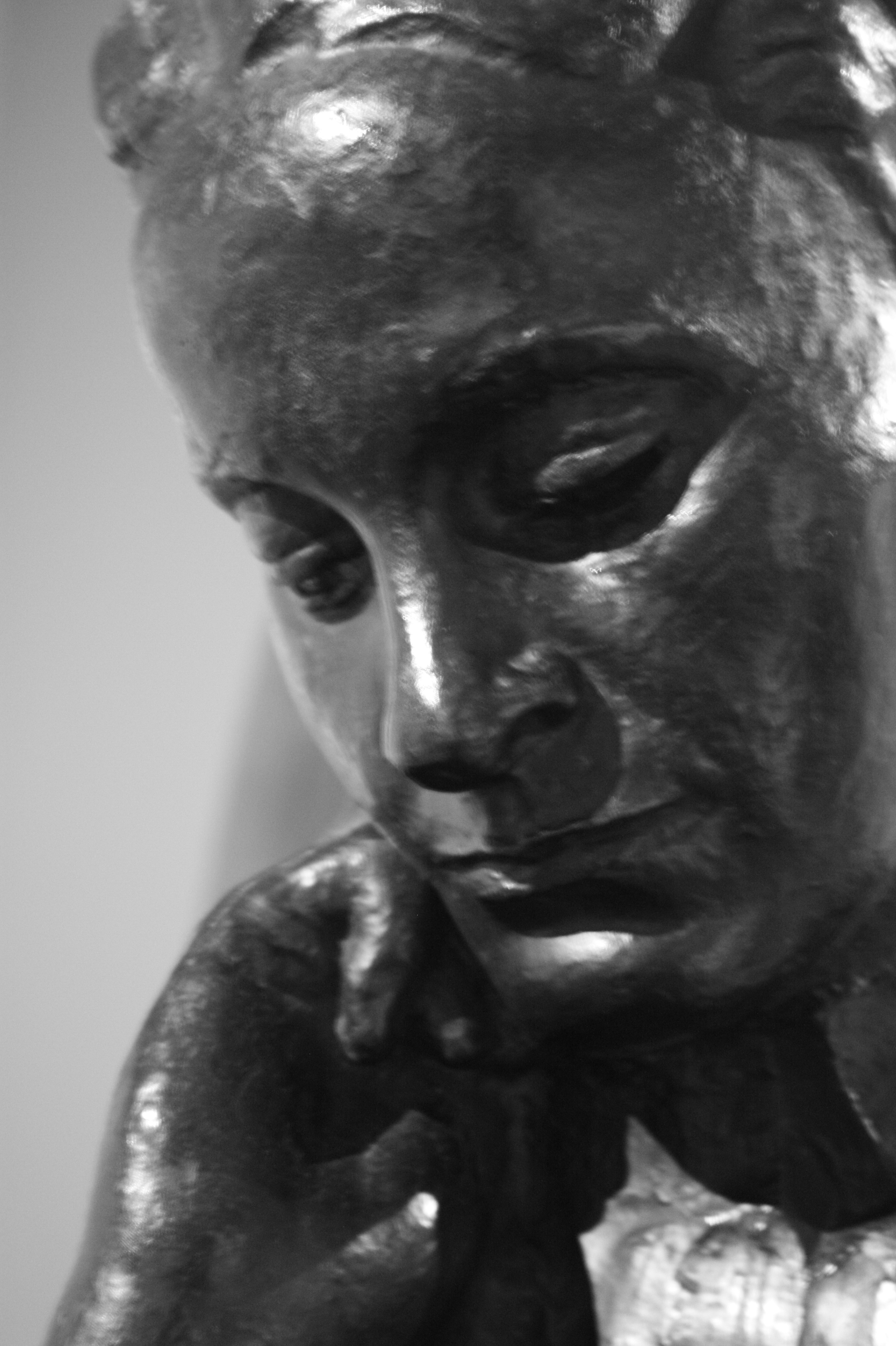
Buste en bronze d'Elsie Inglis par Ivan Meštrović 1918, SNPG.

Elsie Inglis naît le 16 août 1864, dans la station de montagne de Nainital, au Raj britannique. Inglis a huit frères et sœurs et est la deuxième fille et la troisième plus jeune. Ses parents sont Harriet Lowes Thompson et John Forbes David Inglis (en) (1820-1894), un magistrat qui travaille dans la fonction publique indienne en tant que commissaire en chef d'Oudh par l'intermédiaire de la Compagnie des Indes orientales, tout comme son grand-père maternel. Les parents d'Inglis considèrent l'éducation d'une fille aussi importante que celle d'un fils et les font également scolariser en Inde. Elsie et sa sœur Eva possèdent 40 poupées qu'elles traitent contre les « taches » (rougeole) qu'elles ont peintes sur elles.
Le père d'Inglis est religieux et utilise sa position en Inde pour « encourager le développement économique des autochtones, s'exprimer contre l'infanticide et promouvoir l'éducation des femmes ». Le grand-père maternel d'Inglis est le révérend Henry Simson de la Chappelle de Garioch (en) dans l'Aberdeenshire. Elle est la cousine du gynécologue Sir Henry Simson (en), ainsi que de Grace Cadell, pionnière de la médecine.
Le père d'Inglis prend sa retraite (à l'âge de 56 ans) de la Compagnie des Indes orientales pour retourner à Édimbourg, via la Tasmanie, où certains de ses frères et sœurs aînés s'installent. Inglis poursuit ses études privées à Édimbourg (où elle mène avec succès la demande des écolières d'utiliser les jardins privés de Charlotte Square) et termine ses études à Paris. La décision d'Inglis d'étudier la médecine est retardée par le fait de devoir s'occuper de sa mère, lors de sa dernière maladie (scarlatine).
En 1887, l'École de médicine pour femmes d'Édimbourg (en) est ouverte par le Dr Sophia Jex-Blake et Inglis y commence ses études. En réaction aux méthodes de Jex-Blake, et après l'expulsion de deux de ses camarades Grace et Georgina Cadell, Inglis et son père fondent l'Edinburgh College of Medicine for Women (en), sous les auspices de l'Association écossaise pour l'éducation médicale des femmes, dont les sponsors comprennent Sir William Muir, un ami indien de son père, alors directeur de l'Université d'Édimbourg. Les sponsors d'Inglis organisent également une formation clinique pour les étudiantes sous la direction de Sir William MacEwen au Glasgow Royal Infirmary (en).
En 1892, elle obtient la triple qualification (en), devenant ainsi licenciée du Royal College of Physicians of Edinburgh (en), du Royal College of Surgeons of Edinburgh (en) et du Royal College of Physicians and Surgeons of Glasgow (en). Elle est préoccupée par le faible niveau de soins et le manque de spécialisation dans les besoins des patientes, et obtient ainsi un poste au New Hospital for Women d'Elizabeth Garrett Anderson à Londres, puis au Rotunda Hospital de Dublin, une maternité de premier plan. Inglis obtient son MBChM en 1899, à l'université d'Édimbourg, après l'ouverture des cours de médecine aux femmes. Son retour à Édimbourg pour commencer ce cours coïncide avec le fait de soigner son père dans sa dernière maladie avant son décès le 4 mars 1894, à l'âge de 73 ans. Inglis note à l'époque qu'« il ne croyait pas que la mort était une étape, mais que l'on continuerait à grandir et à apprendre pendant toute l'éternité ».
Inglis reconnaitra plus tard que « quoi que je sois, quoi que j'aie fait, je le dois tout à mon père ».

## Carrière

### Pratique médicale
Inglis retourne à Édimbourg en 1894, obtient son diplôme de médecine et devient maîtresse de conférences en gynécologie au Medical College for Women, puis créé un cabinet médical avec Jessie MacLaren MacGregor (en), qui a été une camarade de classe. Considérant que la médecine des femmes et des enfants manque de ressources, elles ouvrent une maternité, nommée The Hospice, pour les femmes pauvres, ainsi qu'un centre de ressources et de formation pour les sages-femmes, initialement à George Square. L'Hospice est alors doté d'un service d'accidents et de services généraux ainsi que d'une maternité, d'une salle d'opération et de huit lits, dans de nouveaux locaux au 219 High Street, sur le Royal Mile, à proximité de Cockburn Street, et est le précurseur de la Elsie Inglis Memorial Maternity Hospital (en). En 1913, Inglis se rend aux États-Unis (Michigan) pour visiter et apprendre un nouveau type de maternité.
Inglis renonce souvent aux frais qui lui sont dus et paye pour que ses patients récupèrent au bord de la mer, la polio étant une maladie infantile qui la préoccupe particulièrement. Inglis est consultante à l'hôpital Bruntsfield (en), un hôpital voisin pour femmes et enfants, et l'Hospice fusionne avec eux en 1910.
Les compétences chirurgicales d'Inglis sont reconnues par ses collègues qui racontent  « elle était calme, calme et sereine, jamais perdue, habile dans ses manipulations et capable de faire face à toute urgence ».
Inglis vit et est en couple pendant un certain temps avec Flora Murray, une collègue médecin et suffragette.

### Mouvement pour le droit de vote

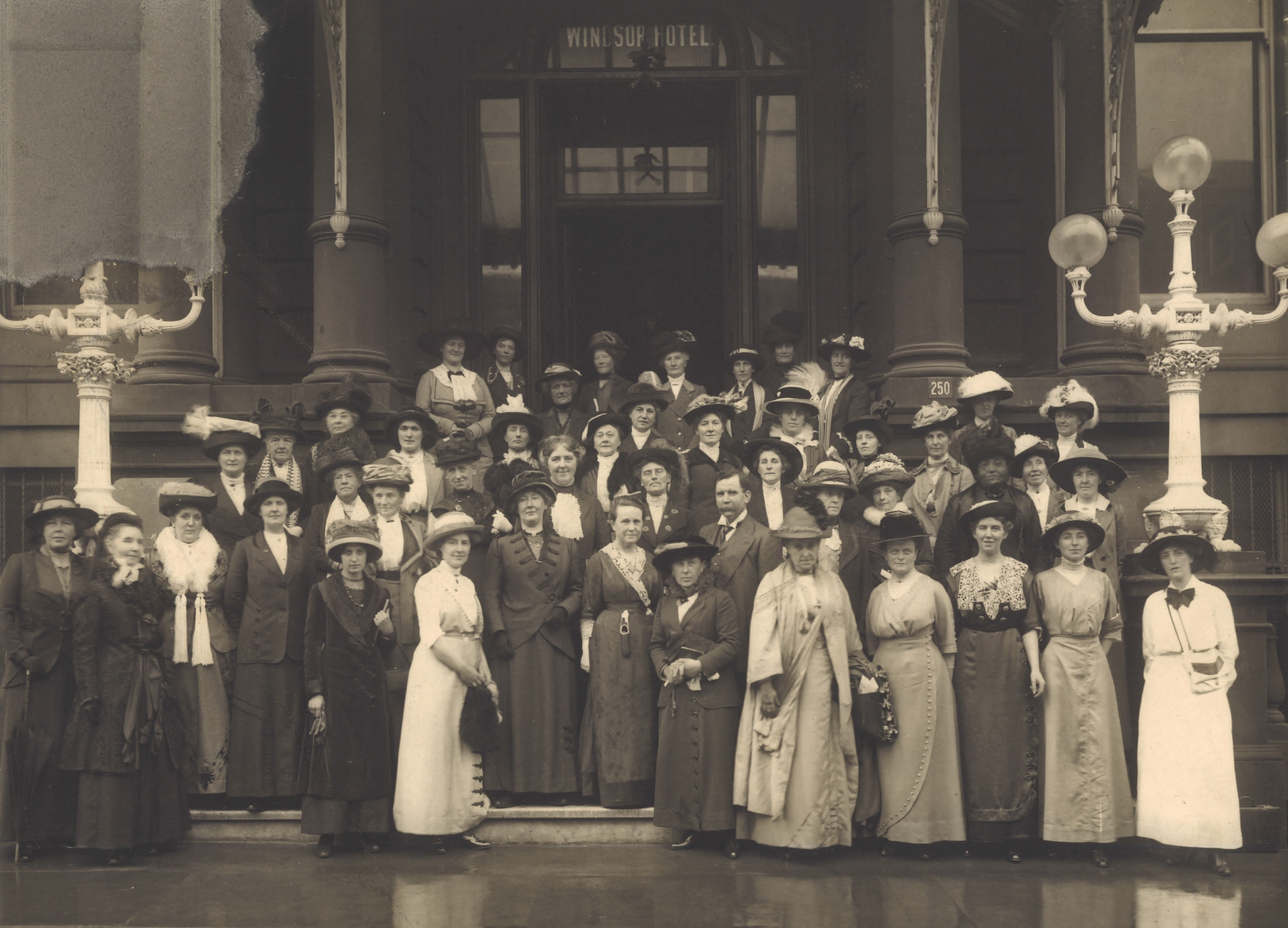
Comité exécutif de la Fédération écossaise de l'Union nationale des sociétés de droit de vote des femmes en 1913 (quatrième en partant de la gauche ?).

Son mécontentement à l'égard de la qualité des soins médicaux offerts aux femmes la conduit à l'activisme politique à travers le mouvement pour le droit de vote des femmes. Elle est secrétaire de la Edinburgh National Society for Women's Suffrage dans les années 1890, soutenue par son père et pendant qu'elle étudie pour obtenir son diplôme de médecine.
Inglis travaille en étroite collaboration avec Millicent Fawcett, la dirigeante de la National Union of Women's Suffrage Societies (NUWSS), s'exprimant lors d'événements dans tout le pays. En 1906, « Elsie Inglis est pour les groupes écossais ce que Mme Fawcett est pour les Anglais ; quand eux aussi se formèrent cette année-là en fédération, ce fut Elsie qui en devint la secrétaire ». Dès les premières années de la Scottish Federation of Women's Suffrage Societies (en), Inglis est secrétaire honoraire à partir de 1906 et continue à exercer ce rôle jusqu'en 1914.
Inglis se prononce en faveur du suffrage en 1907 avec Chrystal MacMillan et Alice Low (en) comme collègues oratrices, lors d'une réunion du NUWSS au Café Oak Hall d'Édimbourg. Jessie Scott (en) de Nouvelle-Zélande, où les femmes ont déjà le droit de vote, est également une conférencière invitée,.
Un siècle plus tard, dans The Lancet, Lucy Inglis (une parente) note qu'Inglis a déclaré que « le destin l'avait placée à l'avant-garde d'un grand mouvement » et qu'elle était une « combattante passionnée ». Le style personnel d'Inglis est décrit par sa collègue suffragiste Sarah Mair (en) comme « courtoise, à la voix douce » avec « les yeux d'une voyante », un « sourire radieux » lorsque ses lèvres ne sont pas « fermement fermées avec une fixité de but telle qu'elle mettrait en garde une opposition our une objection injustifiée »

### Première Guerre mondiale

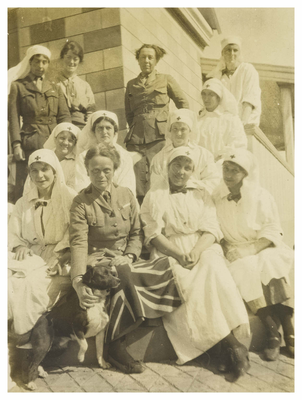
Elsie Inglis et certaines de ses sœurs SWH – 1916.

Même si elle a déjà 50 ans au début du conflit, c'est durant la Première Guerre mondiale qu'elle s'impose. Malgré la résistance du gouvernement, Inglis créé le Scottish Women's Hospitals for Foreign Service Committee, une organisation financée par le mouvement pour le suffrage des femmes afin de fournir à tous les hôpitaux de secours dotés d'un personnel féminin pour l'effort de guerre allié, y compris des médecins et du personnel technique (payés) et d'autres, y compris des infirmières et du personnel du transport en tant que bénévoles.
Inglis souhaite un nom neutre afin d'attirer « un large soutien d'hommes et de femmes » mais peut utiliser ses relations avec le mouvement pour le suffrage pour collecter des fonds pour ce qui deviendra les Scottish Women's Hospitals (SWH). Inglis contacte la Croix-Rouge écossaise pour l'aider à financer, mais leur chef, Sir George Beatson (en), rejette la demande d'Inglis en déclarant que la Croix-Rouge est entre les mains du War Office et qu'il ne peut avoir « rien à dire à un hôpital doté d'un personnel féminin ». Pour démarrer le projet, « elle ouvre un fonds avec 100 £ de son propre argent ». Milicent Fawcett, du NUWSS prend part à la cause et invite Inglis à parler du SWH à Londres, et le mois suivant, elle reçoit ses premiers 1 000 £. L'objectif étant de 50 000 £. Les boîtes de collecte portent le logo du NUWSS en petits caractères, l'une d'elles est conservée au Musée national d'Écosse.
L'organisation est active et envoi des 14 équipes en Belgique, France, Serbie et Russie,.
Lorsqu'Inglis approche le Royal Army Medical Corps pour leur proposer une unité médicale prête à l'emploi composée de femmes qualifiées, le War Office lui répond : « ma bonne dame, rentrez chez vous et restez tranquille »
. C'est plutôt le gouvernement français qui accepte son offre et créé une unité en France, puis elle dirige sa propre unité en Serbie. Inglis est impliquée dans tous les aspects de l'organisation de ce service jusqu'aux couleurs de l'uniforme, « un gris hodden, avec des parements en tartan Gordon ». L'hôpital français est basé à l'abbaye de Royaumont et set dirigé par Frances Ivens de janvier 1915 à mars 1919. Inglis propose initialement un hôpital de 100 lits, mais celui-ci s'agrandit jusqu'à atteindre 600 lits à mesure qu'il fait face à la gravité des combats, y compris celui de la Somme.
Inglis part avec les équipes envoyées en Serbie pour travailler à l'amélioration de l'hygiène pour réduire les épidémies dont le typhus. Au cours de son voyage, elle doit profiter d'une dernière journée paisible de soleil et de lumière des étoiles. L'épidémie de typhus en Serbie affecte l'hôpital et coûte finalement la vie à quatre membres du personnel du SWH, dont l'infirmière Louisa Jordan (en), en l'honneur de laquelle le NHS Louisa Jordan (en) est nommé en 2020. Quatre unités SWH en Serbie sont créées, mais en 1915 Inglis est capturée, lorsque les forces austro-hongroises et allemandes prennent le contrôle de la région, car elle est restée sur place avec d'autres pour rapatrier les blessés. Elle est faite prisonnière à l'hôpital de Krushevatz (Kruševac) en Serbie. Inglis et d'autres sont finalement rapatriés via la Suisse neutre en février 1916, mais après avoir atteint l'Écosse, elle commence immédiatement à organiser des fonds pour une équipe des Scottish Women's Hospital en Russie. Elle dirige l'équipe écossaise lors de son départ en août 1916 pour Odessa, en Russie. Elle nomme deux autres suffragistes écossaises, Mary H. J. Henderson (en) comme administratrice et Evelina Haverfield comme commandante de la nouvelle unité. Les deux unités SWH sont mises à mal dans le chaos d'une retraite avec Inglis voyageant via Dobroudja jusqu'à Brăila, sur le Danube avec les personnes en fuite, dont des familles, des médecins, des soldats et un officier roumain qui a été à Glasgow et connait les « coutumes britanniques »(sic). Les voyages des femmes écossaises et leurs expériences difficiles en Serbie sont partagés par son administratrice, Henderson, dans la presse nationale, et locale et lors de discussions de collecte de fonds une fois de retour chez elle. On dit qu'Inglis, dans le chaos, pense à sa patrie « là-bas, calme, forte et invincible, derrière tout et derrière tout le monde ».
À Brăila, avec seulement six autres médecins, un seul chirurgien, Inglis et son équipe soignent 11 000 soldats et marins blessés. Une lettre en hommage à Inglis, au nom des « Soldats citoyens russes » est écrite à Pâques pour « exprimer notre sincère gratitude pour tous les soins et l'attention qui nous ont été accordés, et nous nous inclinons devant le travail inlassable et merveilleux de vous-même et votre personnel, que nous voyons chaque jour orienté vers le bien des militaires alliés de votre pays ». Inglis apprend que son neveu a reçu une balle dans la tête et est devenu aveugle le jour de son départ pour Reni. Elle remet en question la bataille éternelle du bien et du mal évoquée en temps de guerre, lorsqu'elle écrit à sa sœur pour exprimer son chagrin pour son neveu, en terminant par « nous sommes juste là, et quoi que nous perdions, c'est pour le droit que nous défendons". […] tout est terrible et affreux, et je ne crois pas que nous puissions tout démêler dans nos esprits pour le moment. La seule chose à faire est de continuer à faire notre part. ».
Elsie Inglis, « une petite figure indomptable » passe un autre été en Russie, avant d'être elle aussi obligée de retourner au Royaume-Uni pour cause de mauvaise santé, mourant presque à son arrivée, souffrant d'un cancer de l'intestin. Lors de son dernier voyage, on la voit debout sur le pont, disant adieu à chacun des officiers serbes évacués « dans une dignité tranquille ».

## Mort et héritage

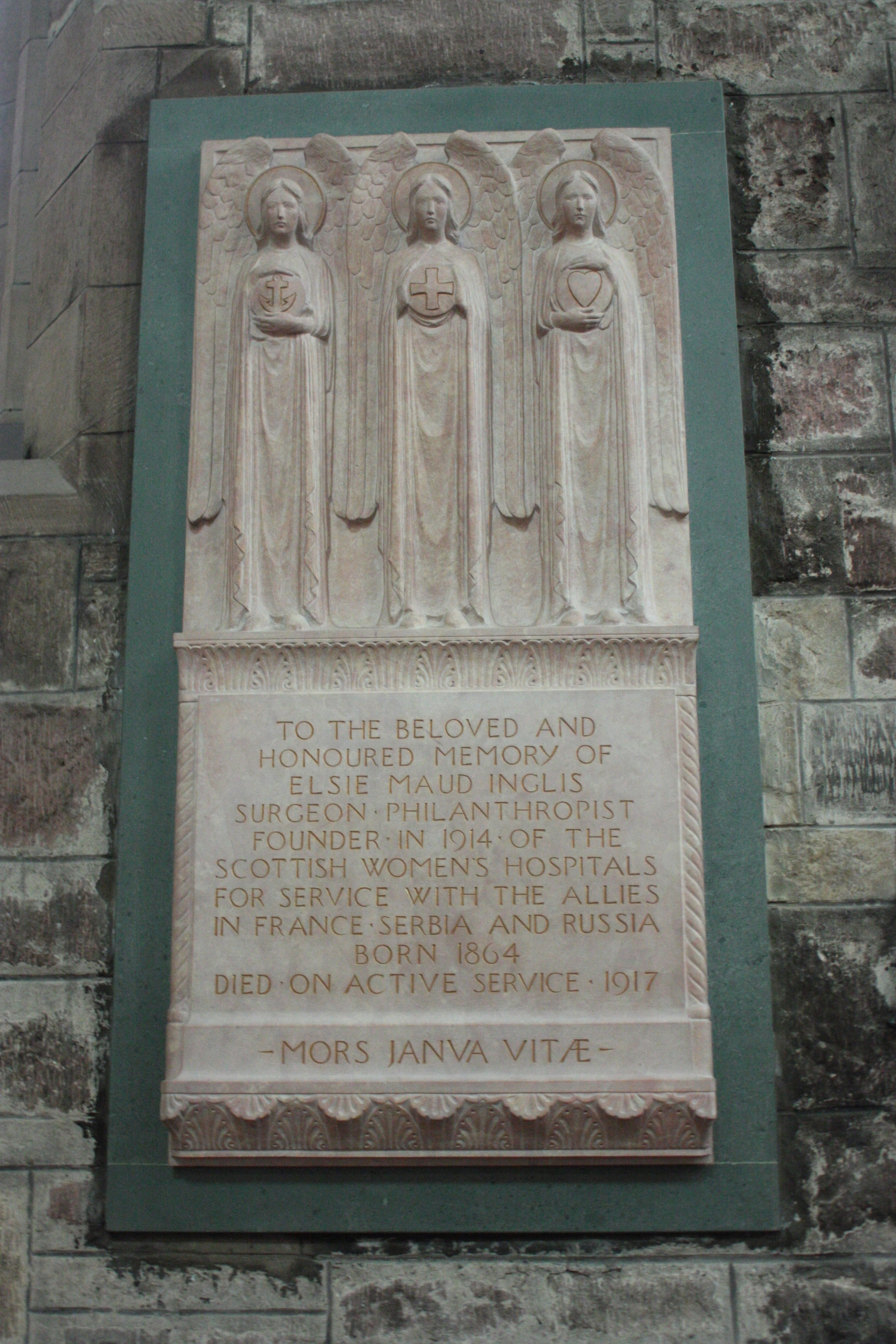
Elsie Inglis Memorial dans le bas-côté nord de la cathédrale St Giles d'Édimbourg.

Elsie Inglis décède le 26 novembre 1917, le lendemain de son retour en Grande-Bretagne, avec ses sœurs à son chevet au Station Hotel de Newcastle upon Tyne,,,.
Le corps d'Inglis est exposé à la cathédrale Saint-Gilles d'Édimbourg, et ses funérailles là-bas, le 29 novembre, réunissent des membres de la royauté britannique et serbe. Le service comprend le Hallelujah Chorus et le Last Post jouée par les clairons du Royal Scots. Les rues sont remplies de monde tandis que son cercueil traversr Édimbourg pour être enterré au cimetière Dean. Le journal Scotsman écrit qu'il s'agit de « l'occasion d'un hommage public impressionnant ». Winston Churchill dit d'Inglis et de ses infirmières « qu'elles brilleront dans l'histoire »,.
À Londres, un service commémoratif ultérieur, auquel participent des membres des familles royales de Grande-Bretagne et de Serbie, a lieu à l'église Sainte-Marguerite de Westminster, l'église paroissiale anglicane de la Chambre des communes du Royaume-Uni.
Inglis est enterrée dans la section nord du cimetière Dean, dans un coin au nord du chemin central. Ses parents, John Forbes David Inglis (1820-1894) et Harriet Lowes Thompson (1827-1885), ainsi que son cousin, Sir Henry Simson, reposent à proximité dans le même cimetière,,.
Une fontaine commémorative est érigée à la mémoire d'Inglis à Mladenovac, en Serbie, pour commémorer son travail pour le pays. Une plaque marquant son travail chirurgical d'avant-guerre de 1898 à 1914 est érigée au 8 Walker Street, à Édimbourg. Un portrait d'elle est inclus dans la fresque murale de femmes héroïques de Walter P. Starmer (en) dévoilée en 1921 dans l'église de Saint-Jude dans la banlieue de Hampstead Garden, à Londres. En 1922, une grande tablette à sa mémoire (sculptée par Pilkington Jackson (en)) est érigée dans le bas-côté nord de la cathédrale Saint-Gilles, à Édimbourg.
Son principal mémorial physique est la construction de la Elsie Inglis Memorial Maternity Hospital (en) en 1925, qui est opérationnelle jusqu'en 1988. De nombreux enfants d'Édimbourg y naissent au cours du xxe siècle. Il est fermé par le Service national de santé en 1988 et vendu. Une partie est maintenant une maison de retraite, une partie est un logement privé et certaines parties ont été démolies ; il n'est plus reconnaissable comme un hôpital. Lors de sa fermeture, des protestations publiques ont lieu pour qu'une nouvelle maternité porte également le nom d'Inglis, ce qui n'a pas encore eu lieu (2020). Une petite plaque dédiée à Elsie Inglis existe près du coin sud-ouest à l'entrée du parc Holyrood.
Un programme de développement de carrière en soins infirmiers du NHS Lothian (en) s'appelle the Elsies.
Inglis est commémorée sur une nouvelle série de billets émis par la Banque Clydesdale en 2009 ; son image apparaît sur la nouvelle émission de billets de 50 £,. En mars 2015, la résidence britannique de Belgrade est rebaptisée Elsie Inglis House en reconnaissance de son travail dans le pays. La cérémonie est présidée par le président serbe Tomislav Nikolic et l'ambassadeur britannique Denis Keefe.
En 2020, il est noté que le premier hospice de soins palliatifs de Serbie porterait également le nom d'Elsie Inglis.

En novembre 2017, une plaque commémorative à Elsie Inglis et à 15 femmes décédées des suites de leur service dans les Scottish Women's Hospitals est installée à la bibliothèque centrale d'Édimbourg.

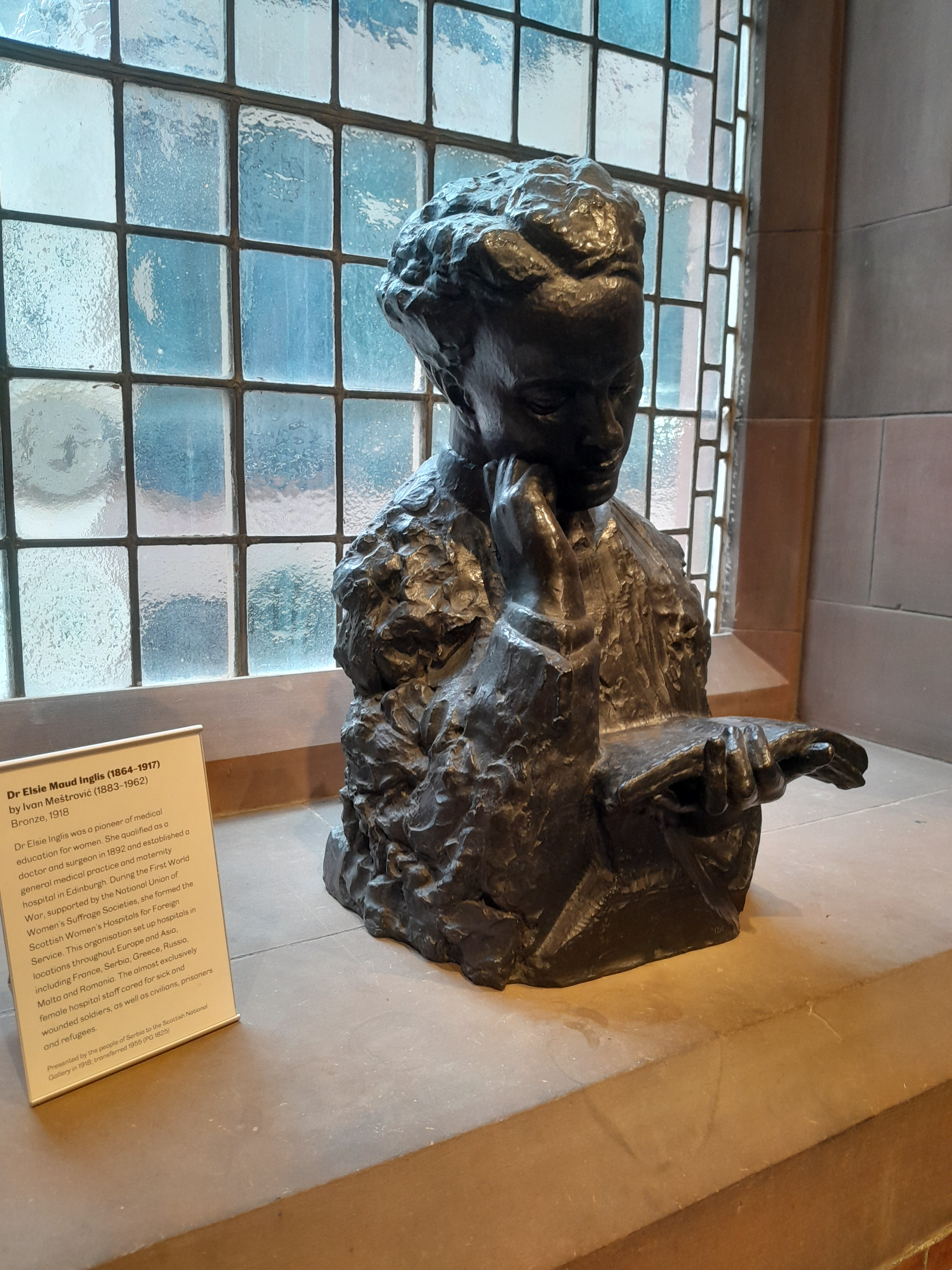
Buste réalisé par le sculpteur croate Ivan Meštrović, exposé à la Scottish National Portrait Gallery à Édimbourg.

Le nom et la photo d'Inglis (et ceux de 58 autres partisans du droit de vote des femmes) se trouvent sur le socle de la statue de Millicent Fawcett (en) sur Parliament Square, à Londres, dévoilée en 2018,.
La plaque du Tableau d'honneur des femmes à la cathédrale d'York comprend également son nom.
La sœur cadette d'Inglis, Eva Helen Shaw McLaren, écrit sa biographie Elsie Inglis, The Woman With the Torch, en 1920, et en 2009 une édition illustrée en couleur est publiée, une référence est à Florence Nightingale connue sous le nom de 'The Lady of the Lamp'. Le Projet Gutenberg publie le premier livre.
Dans les papiers d'Eva est trouvé un roman manuscrit inédit d'Inglis, The Story of a Modern Woman, dont l'héroïne, Hildeguard Forrest, peut être considérée comme autobiographique en partie, et lors d'un accident de bateau, le narrateur dit « dans un éclair soudain… [elle] a soudainement réalisé qu'elle n'était pas une lâche ».
Inglis est décrite comme l'une des « plus grandes » femmes écossaises de tous les temps, « un excellent modèle et quelqu'un dont les jeunes Écossais peuvent être fiers ». Un journaliste demande, sans succès, aux ministres écossais de donner le nom d'Elsie Inglis au Royal Hospital for Children and Young People d'Édimbourg.
Sir Winston Churchill écrit à propos du SWH : « Aucun groupe de femmes n'a acquis une plus grande réputation pendant la Grande Guerre… Leur travail, éclairé par la renommée du Dr Inglis, brillera dans l'histoire »

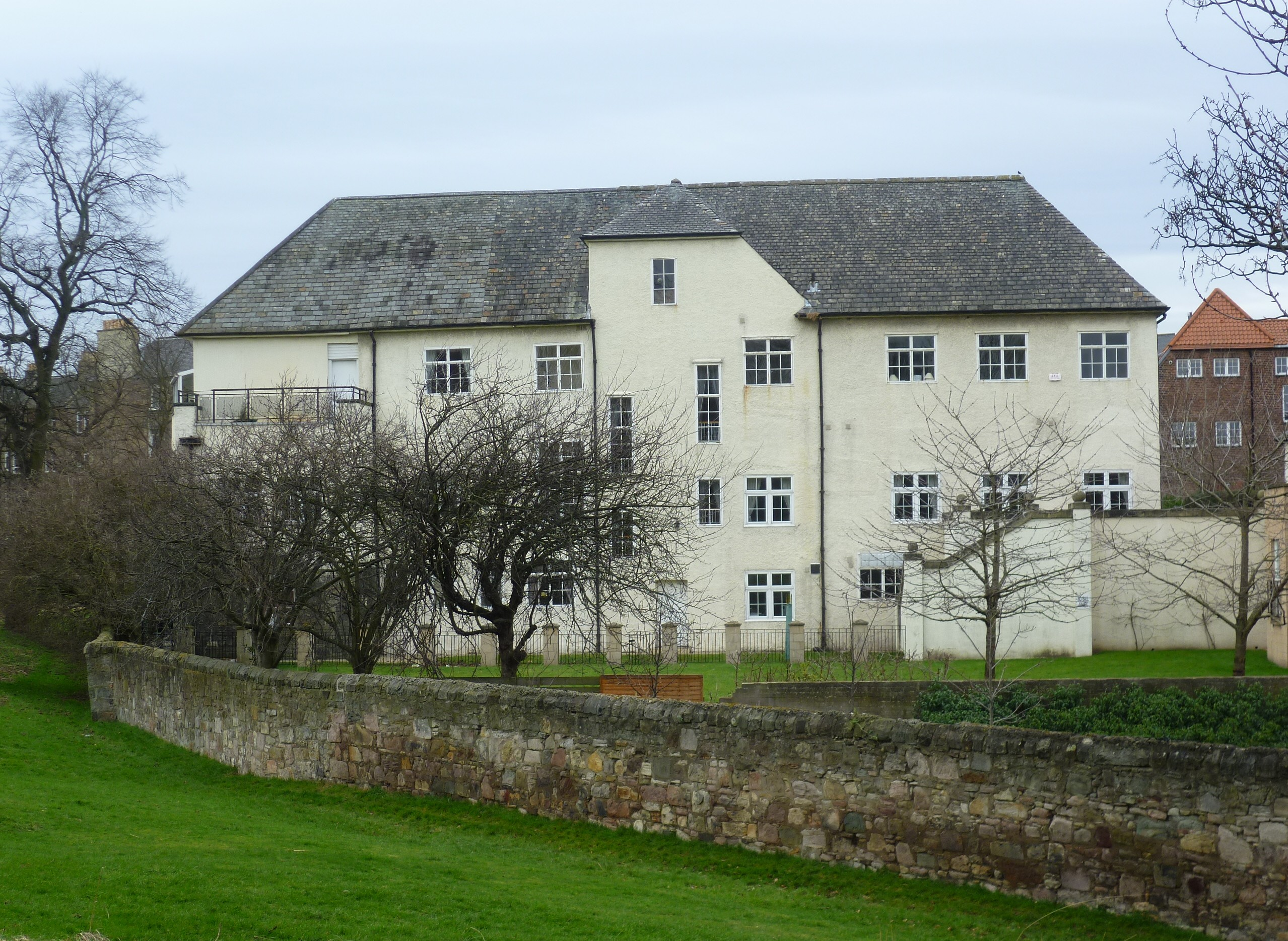
L'ancienne maternité Elsie Inglis Memorial.

### Statue
Le Lord Provost d'Édimbourg lance un projet visant à créer un mémorial permanent à Inglis dans la ville en novembre 2021. Il y a plus de 43 statues d'hommes dans le centre-ville d'Édimbourg, mais seulement deux statues de femmes et sur le Royal Mile lui-même, il y a douze statues d'hommes, et celle d'Elsie sera la première statue de femme. Il y a une campagne pour collecter 47 500 £ de financement pour la statue commémorative, des visites virtuelles (via un code QR sur la statue) et d'autres moyens de commémorer « une figure véritablement vénérée et précieuse de l'histoire d'Édimbourg ».
Dans le cadre de cette campagne, un événement est organisé par Girlguiding Scotland le 5 mars 2022, dans les Meadows d'Édimbourg. Cet événement est un « sit still » sponsorisé, avec de nombreuses activités immobiles, telles que la fabrication de badges, les premiers secours et la fabrication d'un abri avec des bâtons. Lors de cet événement, il y a également une visite en bus sur mesure d'Elsie Inglis, organisée par Edinburgh Bus Tours, qui visite les zones liées à Elsie Inglis autour d'Édimbourg. Cet événement a pour but de collecter des fonds pour la statue commémorative d'Elsie, de sensibiliser et d'inspirer les habitants de Girlguiding Scotland à faire tout ce qu'ils ont en tête. Girlguiding Scotland créé également un badge d'accompagnement lorsque les membres terminent certaines activités du Challenge Pack.
En mai 2022, cette campagne de financement participatif menée par Thea Laurie et Fiona Garwood a permis de récolter 50 000 £, en impliquant des politiciens, des organisations et des personnalités publiques comme l'auteur Sara Sheridan (en), l'entraîneuse de tennis Judy Murray, la scientifique Linda Bauld (en) et la députée Jenni Minto (en), ainsi que le Lord Provost. Ils déclarent : « Le Dr Inglis est la représentante parfaite des femmes à Édimbourg. Ses réalisations en matière de philanthropie et ses efforts pendant la Première Guerre mondiale sont tout simplement exceptionnels. C'était une femme à qui on ne disait pas de rester assise et de connaître sa place ». Elle sera construit sur le site de son premier hôpital au 219 High Street, Édimbourg. Un concours pour la conception de la statue est lancé, mais le 17 octobre 2022, les administrateurs de l'association annoncent qu'ils ont décidé d'annuler le concours et d'attribuer la commande à Alexander Stoddart (en), le sculpteur ordinaire du roi. L'annonce est accueillie par des critiques,, et les administrateurs « suspendent » le processus pour réfléchir aux commentaires et considérer leurs options.

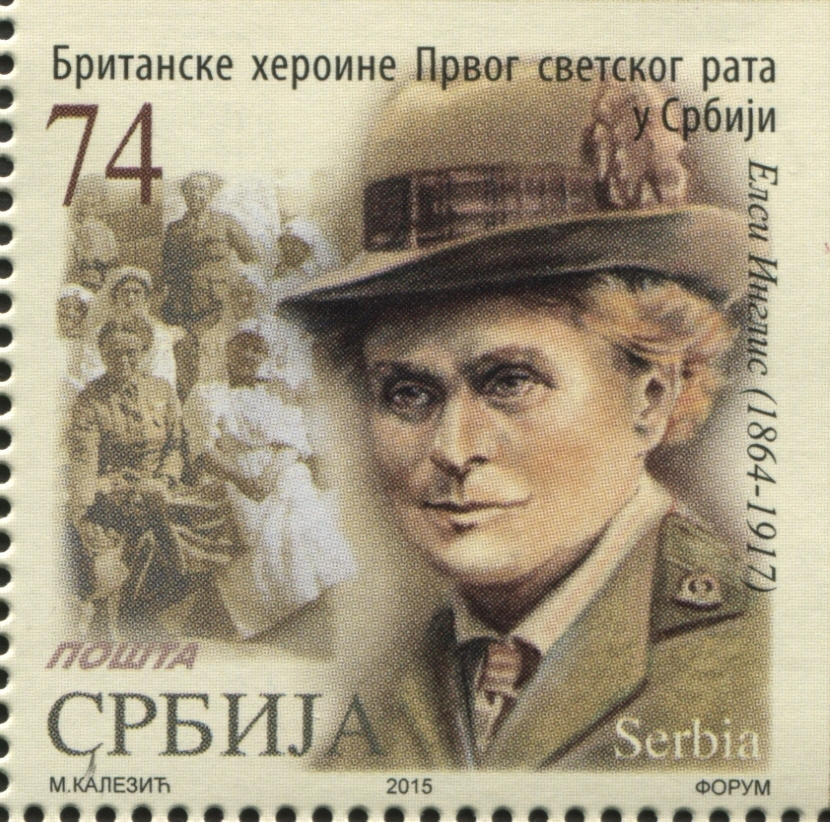
Elsie Inglis sur un timbre serbe de 2015.

### Timbre commémoratif
En décembre 2015, l'ambassade britannique en Serbie s'associe à la poste serbe pour lancer une série de six timbres commémorant les « héroïnes britanniques de la Première Guerre mondiale en Serbie ». La Dr Elsie Inglis a été inclus dans la série avec la capitaine Flora Sandes, Evelina Haverfield, la Dr Elizabeth Ross, la Dr Katherine Stewart MacPhail (en) et la Dr Isabel Emslie Hutton,.

## Prix et distinctions
En avril 1916, Inglis devient la première femme à recevoir l'ordre de l'Aigle blanc (première classe) des mains du prince héritier Alexandre de Serbie lors d'une cérémonie à Londres,,. Elle avait auparavant reçu l'ordre royal de Saint-Sava (classe III).

## Voir également